# Oberländer Ufer 208
Die Villa Oberländer Ufer 208 in Köln-Marienburg wurde 1911–1912 erbaut und steht unter Denkmalschutz. Sie gehört städtebaulich zur Villenkolonie Köln-Marienburg und liegt als Solitär jeweils etwa 100 m westlich des Rheinufers und nördlich der Militärringstraße (Bundesstraße 9).

## Geschichte

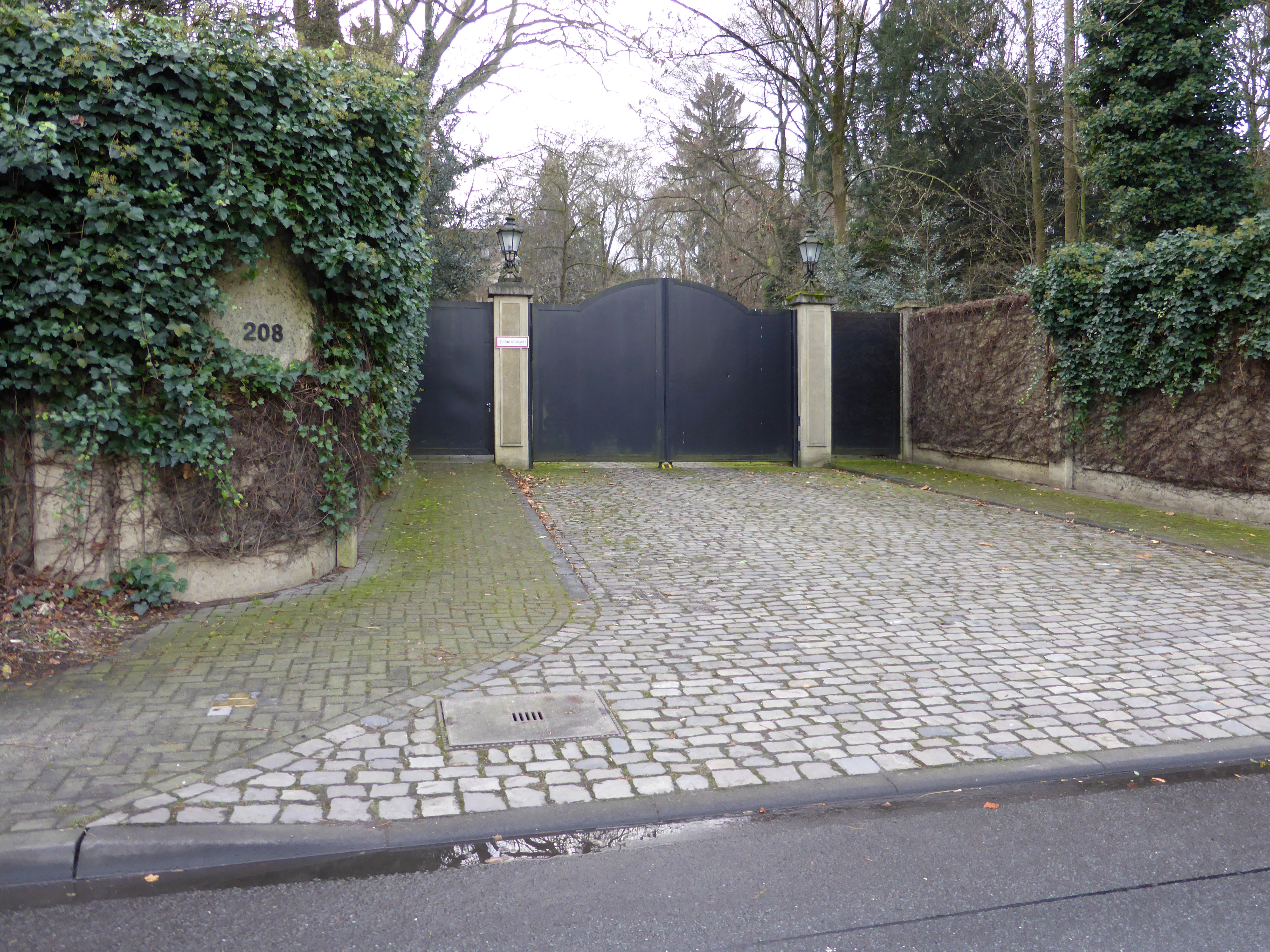
Tor und Zufahrt zum Grundstück Oberländer Ufer 208

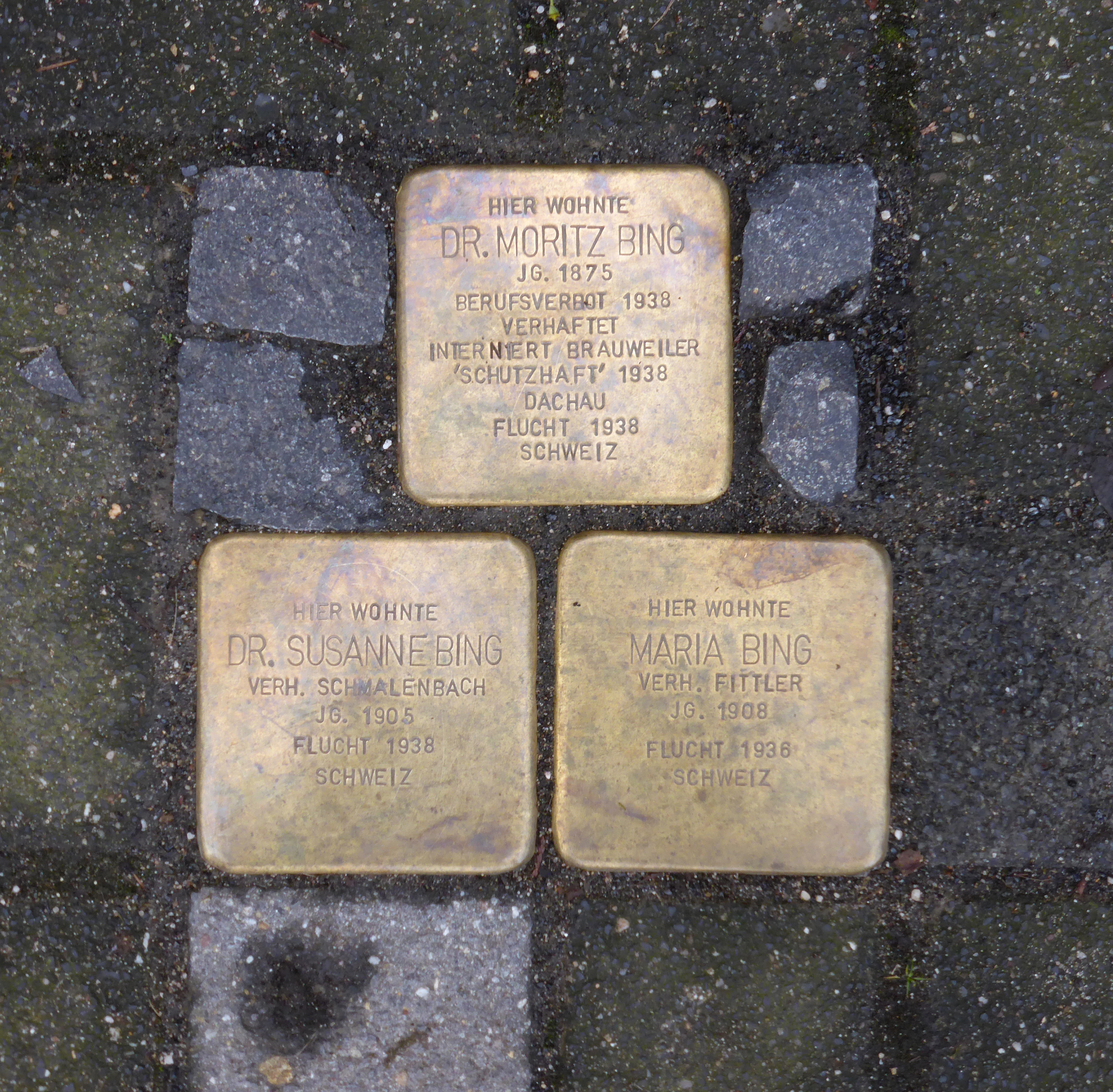
Stolpersteine für Moritz, Susanne und Maria Bing

Die Villa entstand für den Bauherrn Heinrich Bales, einen Dekorationsmaler und Schornsteinfegermeister, nach einem Entwurf des Kölner Architekten Heinrich Müller-Erkelenz. 1915/1916 kam es zu einer seitlichen, eingeschossigen Erweiterung des Hauses. Bewohner seit 1915 und seit 1916 Eigentümer der Grundstücke Oberländer Ufer 208 und 206a war der jüdische Rechtsanwalt Moritz Bing. Nach den Novemberpogromen 1938 emigrierte er in die Schweiz. Laut Deutschem Reichsanzeiger Nr. 143 wurde sein Vermögen am 23. Juni 1941 „als dem Reich verfallen“ erklärt. Wiedergutmachungsansprüche seiner Erben auf Rückübertragung des Anwesens wurden später mit einer Vergleichszahlung von 35.000 DM für das im Krieg beschädigte Haus abgegolten.
Nachdem Bonn 1949 Regierungssitz der Bundesrepublik Deutschland geworden war, diente die Villa spätestens ab Dezember 1949, dem Zeitpunkt der erstmaligen Akkreditierung, als Residenz der Gesandtschaft (ab 1954 Botschaft) – Wohnsitz des Gesandten bzw. späteren Botschafters – der Südafrikanischen Union (ab 1961 Republik Südafrika). Als Leiter der Mission wohnte zunächst der Generalmajor William Henry Evered Poole in der Villa. Als Residenz der südafrikanischen Botschaft diente die Villa noch bis zu deren Umzug nach Bonn im Jahr 1975.
Die Eintragung der Villa in die Denkmalliste der Stadt Köln erfolgte am 4. Januar 1991.

## Architektur
Die Villa ist nach dem Vorbild englischer Landhäuser gestaltet. Sie verfügt über einen winkelförmigen Grundriss, wobei die Südseite und die zum Rhein zeigende Ostseite als Schauseiten ausgebildet sind. Die Giebelflächen sind im Gegensatz zu zahlreichen Bauten des Stadtteils Marienburg verschindelt. Zu dem Anwesen gehört auch ein östlich im Park gelegenes Remisengebäude, das anders als die Villa nach Zerstörungen im Zweiten Weltkrieg und einem 1950 durch das Hochbauamt der Stadt Köln erfolgten Wiederaufbau stark verändert erhalten ist.